# Håcker-Slitingarna
Håcker-Slitingarna är en sjö i Åre kommun i Jämtland och ingår i Indalsälvens huvudavrinningsområde. Sjön har en area på 0,488 kvadratkilometer och ligger 764,2 meter över havet. Sjön avvattnas av vattendraget Rörtjärnbäcken.

## Delavrinningsområde
Håcker-Slitingarna ingår i det delavrinningsområde (700414-138760) som SMHI kallar för Utloppet av Håcker-Slitingarna. Medelhöjden är 773 meter över havet och ytan är 2,88 kvadratkilometer. Räknas de 2 avrinningsområdena uppströms in blir den ackumulerade arean 5,55 kvadratkilometer. Rörtjärnbäcken som avvattnar avrinningsområdet har biflödesordning 3, vilket innebär att vattnet flödar genom totalt 3 vattendrag innan det når havet efter 298 kilometer. Avrinningsområdet består mestadels av skog (61 procent) och öppen mark (21 procent). Avrinningsområdet har 0,49 kvadratkilometer vattenytor vilket ger det en sjöprocent på 16,9 procent.